# Como Nos Livrar do Saco
Como nos Livrar do Saco é um filme brasileiro de longa metragem de 1974, dirigido por César Ladeira.

## Elenco
- Sandra Barsotti
- Cláudio Cavalcanti
- Orlandivo
- Amandio
- Cecil Thiré
- Mara Rubia
- Marcia Gastaldi